# Општина Дубова
Општина Дубова (рум. Comuna Dubova) је општина у жупанији Мехединци у југозападној Румунији. Према попису из 2011. године у општини је било 785 становника. Седиште општине је село Дубова.
Површина општине износи 181,66 km².

## Насељена места
Општина се састоји из 3 насеља:
| Ранг | Насеље    | Изворни назив | Број становника (2011) |
| ---- | --------- | ------------- | ---------------------- |
| 1.   | Дубова    | Dubova        | 410                    |
| 2.   | Ајбентал  | Eibenthal     | 249                    |
| 3.   | Нова Бања | Baia Nouă     | 126                    |

## Становништво
Општина Дубова је на попису 2011. године имала 785 становника, мање од претходног пописа 2002. године када је регистрован 1.081 становник. Већина становника су чинили Румуни (55,9%), а главне мањине су Чеси (34,4%), Роми (2,8%) и Срби (0,8%). Дубова је општина са највећим уделом Чеха у Румунији, а углавном живе у селима Ајбентал и Нова Бања. За 5,5% становништва етничка припадност није позната.
| Етнички састав према попису из 2011. године‍ | Етнички састав према попису из 2011. године‍ | Етнички састав према попису из 2011. године‍ | Етнички састав према попису из 2011. године‍ | Етнички састав према попису из 2011. године‍ |
| ------------------------------------------- | ------------------------------------------- | ------------------------------------------- | ------------------------------------------- | ------------------------------------------- |
|                                             |                                             |                                             |                                             |                                             |
| Румуни                                      | Румуни                                      |                                             | 439                                         | 55,9%                                       |
| Чеси                                        | Чеси                                        |                                             | 270                                         | 34,4%                                       |
| Роми                                        | Роми                                        |                                             | 22                                          | 2,8%                                        |
| Срби                                        | Срби                                        |                                             | 6                                           | 0,8%                                        |

На попису становништва из 1930. године општина је имала 2.592 становника, а већину су чинили Румуни.
| Етнички састав према попису из 1930. године‍ | Етнички састав према попису из 1930. године‍ | Етнички састав према попису из 1930. године‍ | Етнички састав према попису из 1930. године‍ | Етнички састав према попису из 1930. године‍ |
| ------------------------------------------- | ------------------------------------------- | ------------------------------------------- | ------------------------------------------- | ------------------------------------------- |
|                                             |                                             |                                             |                                             |                                             |
| Румуни                                      | Румуни                                      |                                             | 1.461                                       | 56,4%                                       |
| Чеси                                        | Чеси                                        |                                             | 912                                         | 35,2%                                       |
| Роми                                        | Роми                                        |                                             | 64                                          | 2,5%                                        |
| Срби                                        | Срби                                        |                                             | 44                                          | 1,7%                                        |

У погледу вере највише има православаца (55,9%) и римокатолика (37,7%), док за 5,3% становника вероисповест није позната.